# Hartwick (Iowa)
Hartwick es una ciudad ubicada en el condado de Poweshiek en el estado estadounidense de Iowa. En el Censo de 2010 tenía una población de 86 habitantes y una densidad poblacional de 247,8 personas por km².

## Geografía
Hartwick se encuentra ubicada en las coordenadas 41°47′10″N 92°20′43″O / 41.78611, -92.34528. Según la Oficina del Censo de los Estados Unidos, Hartwick tiene una superficie total de 0.35 km², de la cual 0.35 km² corresponden a tierra firme y (0%) 0 km² es agua.

## Demografía
Según el censo de 2010, había 86 personas residiendo en Hartwick. La densidad de población era de 247,8 hab./km². De los 86 habitantes, Hartwick estaba compuesto por el 97.67% blancos, el 0% eran afroamericanos, el 0% eran amerindios, el 0% eran asiáticos, el 0% eran isleños del Pacífico, el 0% eran de otras razas y el 2.33% pertenecían a dos o más razas. Del total de la población el 0% eran hispanos o latinos de cualquier raza.